# Kronobergs läns östra valkrets
Kronobergs läns östra valkrets var vid riksdagsvalen till andra kammaren 1911-1920 en särskild valkrets med fyra mandat fram till valet 1920, då antalet minskades till tre. Valkretsen avskaffades vid riksdagsvalet 1921, då hela länet bildade Kronobergs läns valkrets.

## Riksdagsmän

### 1912–första riksmötet 1914
- Alfred Fornander, lmb (1912)
  - Johan Gustaf Svensson, lmb (1913–1914)
- August Sjö, lmb (1912–17/8 1913)
  - Magnus Nathanael Johansson, lmb (1914)
- Johan Engqvist, lib s
- Axel Lindqvist, s

### Andra riksmötet 1914
- Magnus Nathanael Johansson, lmb (t.o.m. 21/7 1914)
  - Martin Svensson, lmb (6/8–31/12 1914)
- Johan Gustaf Svensson, lmb
- Johan Engqvist, lib s
- Axel Lindqvist, s

### 1915–1917
- Wilhelm Jönsson, lmb
- Johan Gustaf Svensson, lmb
- Martin Svensson, lmb
- Axel Lindqvist, s

### 1918–1920
- Johan Gustaf Svensson, lmb
- Martin Svensson, lmb
- Frans Berggren, lib s
- Axel Lindqvist, s

### 1921
- Johan Gustaf Svensson, lmb
- Hjalmar Svensson, bf
- Herman Blomquist, s